# Monety bezkrólewia (1572–1573)

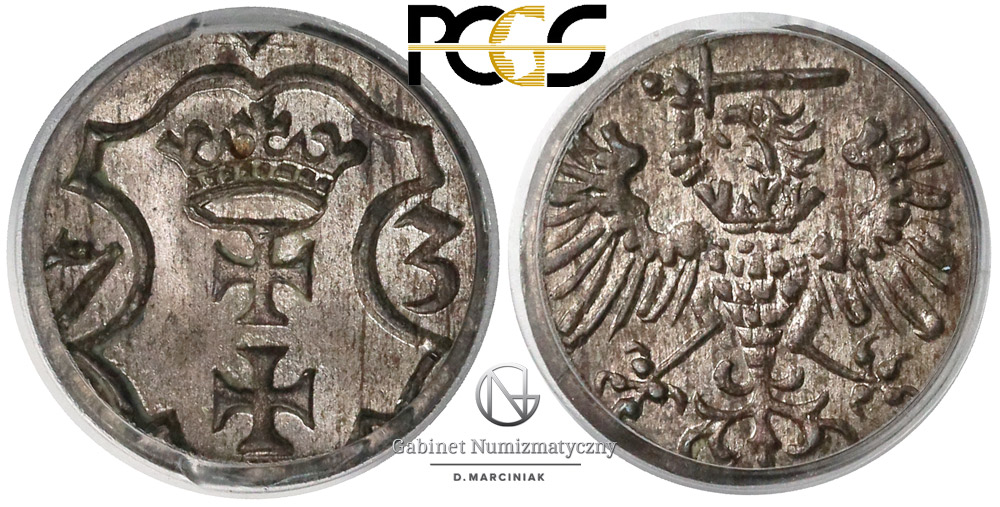
Denar gdański (1573)

Monety bezkrólewia (1572–1573) – monety bite w okresie trzeciego bezkrólewia (łac. interregnum) w Królestwie Polskim (pierwszego w Rzeczypospolitej Obojga Narodów), od śmierci Zygmunta II Augusta – 7 lipca 1572 r., do 16 maja 1573 r., czyli proklamacji przez Prymasa Polski Jakuba Uchańskiego Henryka Walezego jako króla Polski i wielkiego księcia Litwy.
W akcie unii lubelskiej, przyjętym 1 czerwca 1569 r., zadeklarowano zjednoczenie stopy menniczej Polski i Litwy, szczegóły jednak pozostawiając przepisom wykonawczym. W związku z tym pracę w mennicach decyzją sejmu wstrzymano. 
W oczekiwaniu na odpowiednie akty prawne, przy obowiązującym zakazie sejmowym, mennice w Koronie i na Litwie pozostawały nieczynne. 10 kwietnia 1570 r. Zygmunt August zrobił jednak mały wyjątek i zezwolił Johannowi Bolemanowi na realizację starego kontraktu na dwupieniądze, po czym zaprzestano całkowicie działalności menniczej w obydwu krajach unii. Taki stan rzeczy istniał również w dniu śmierci króla. 

## Monety lokalne inflanckie
W latach 1565–1570 Zygmunt August nie był w stanie opłacać garnizonu najemnego w Parnawie. Długi spłacił Walenty Iberfeld – sekretarz królewski. Król zezwolił mu na otworzenie mennicy i wybicie niepełnowartościowych monet według systemu liwońskiego. W założeniach miały to być jednozłotowe klipy, wartościowo równe 4 markom ryskim. Bicie ich miało być przeprowadzone w mennicy na zamku w Kirchholmie. Król zmarł 7 lipca, a dopiero w sierpniu 1572 r. ruszyło mennictwo inflanckie. Nie stało się to jednak na zamku w Kirchholmie a na sąsiednim – Dalen (niem. Dahlen lub Dahlholm, łot. Dole). Całość tej lokalnej emisji – to mennictwo okresu bezkrólewia (1572–1573). Na monetach nie występują żadne znaki królewskie – jedynie herb Księstwa Inflanckiego – Gryf zbrojny po jednej stronie i tarcze z Orłem i Pogonią po drugiej.

## Monety lenne kurlandzkie
W okresie bezkrólewia, podczas zagrożenia inwazją moskiewską książę kurlandzki Gotard, lennik króla polskiego, wybił, w stolicy swojego księstwa – Mitawie, szelągi.

## Monety miejskie gdańskie
Po śmierci Zygmunta Augusta Gdańsk, który posiadał przywilej menniczy, złamał zakaz sejmowy i w 1573 r. jego mennica miejska wyemitowała denary i szelągi. Na denarach nie ma żadnych napisów. Z tego powodu czasami zaliczane są one niesłusznie do monet Henryka Walezego. 
Monety szelągowe musiały być oznaczone napisem, więc pojawiła się na nich następująca legenda:

SIGIS DEI GRA POLONI REX

oraz rok emisji – 1573. Nie jest to oczywiście imię zmarłego Zygmunta Augusta (takie twierdzenia czasami pojawiają się w literaturze), lecz Zygmunta Starego – prawdopodobnie była jeszcze wtedy świadomość w Gdańsku, że i pół wieku wcześniej na szelągach umieszczano imię nieżyjącego już dawno monarchy.

Chociaż bezkrólewie miało miejsce na przełomie lat 1572 i 1573, to zwyczajowo w numizmatyce polskiej emisje w jego trakcie określa się czasami mianem: „monet bezkrólewia 1573”.